# Željko Nimš
Željko Nimš (Sisak, 22 april 1950) is een voormalig Kroatisch handballer. Hij speelde onder meer voor RK Bjelovar, die in de jaren zeventig van de twintigste eeuw een Europese topclub was.
Op de Olympische Spelen van 1976 in Montreal eindigde hij op de vijfde plaats met Joegoslavië. Nimš speelde drie wedstrijden.
Abaz Arslanagić · Vlado Bojović · Hrvoje Horvat · Milorad Karalić · Radivoj Krivokapić · Zdravko Miljak · Željko Nimš · Radisav Pavićević · Branislav Pokrajac · Nebojša Popović · Zdravko Rađenović · Zvonimir Serdarušić · Predrag Timko · Zdenko Zorko